# The World's Greatest Tag Team
The World's Greatest Tag Team fue un equipo de lucha libre profesional formado por Charlie Haas y Shelton Benjamin. El equipo empezó en la World Wrestling Federation (WWF) en el 2002, donde se llamó Team Angle, ya que era capitaneado por Kurt Angle. Poco después de que Angle les dejara, siguieron luchando como pareja, siendo conocidos por los fanes como The World's Greatest Tag team, hasta que tomaron ese nombre de forma oficial. El equipo se disolvió en 2004, pero se reformaron en 2006 hasta 2007, donde se volvieron a separar. También se unieron brevemente en 2009. Al ser ambos despedidos de la WWF/E, volvieron a unirse en el circuito independiente, luchando hasta 2013 en la empresa Ring of Honor (ROH).
Entre sus logros, destacan dos reinados como Campeones en Parejas de la WWE y dos reinados como Campeones Mundiales en Parejas de ROH, además de haber ganado en 2003 el premio a la Pareja del año de la revista Pro Wrestling Illustrated.

## Historia

### World Wrestling Entertainment (2002-2009)

#### 2002-2004
El equipo hizo su debut el 26 de diciembre de 2002 en SmackDown!. Paul Heyman introdujo al equipo bajo el nombre del Team Angle como ayudantes de Kurt Angle. El equipo ganó el Campeonato por Parejas de la WWE el 6 de febrero de 2003 tras derrotar a Los Guerreros. El 18 de mayo, perdieron sus títulos ante Eddie Guerrero y Tajiri en Judgment Day en un Ladder match. El 12 de junio, Angle se enfadó con ambos, originando la expulsión de ambos del Team Angle.
Tras separarse, Benjamin y Haas se refirieron a sí mismos como "The Best Damn Tag Team Period" (una referencia para con el programa de Fox Sports Net The Best Damn Sports Show Period) y se llamaron "The Self-Proclaimed World's Greatest Tag Team" o "The World's Greatest Tag Team" para acortar, logrando recapturar el Campeonato en Parejas de la WWE desde Guerrero y Tajiri el 3 de julio de 2003. Finalmente, perdieron el campeonato ante Los Guerreros el 18 de septiembre de 2003. El grupo se separó después de que Benjamin fuera a RAW en el Draft de 2004. Se reunieron una vez más en Royal Rumble 2005, haciendo varias combinaciones de golpes y movimientos a otros luchadores.

#### 2006-2009

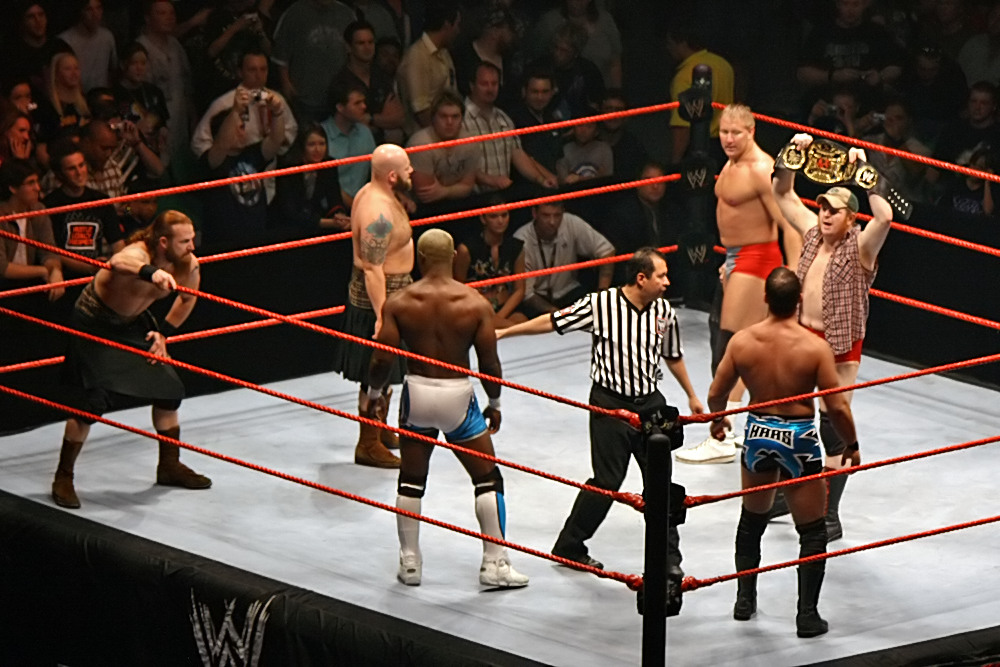
Haas & Benjamin, tras su regreso el 2006.

El 17 de abril de 2006, Haas regresó a la WWE como parte del bando de RAW, derrotando a su antiguo compañero de equipo, Benjamin, esa misma noche. El 4 de diciembre, durante una edición de RAW, después de que Benjamin cubriera a Super Crazy, Haas entró al ring, reprendió y atacó a Crazy, y lo celebró con un desconcertado Benjamin. La siguiente semana, Shelton anunció que The World's Greatest Tag Team había vuelto oficialmente en un segmento junto a Cryme Tyme. Derrotaron a The Highlanders en un combate más tarde esa misma noche. Ellos entonces entraron en un feudo con Cryme Tyme, pero esto finalmente fracasó, incluyendo un Tag team turmoil match en New Year's Revolution. Sin embargo, acabaron cubriendo a Cryme Tyme, finalizando su imbatibilidad, el 29 de enero de 2007, durante una edición de RAW.
El 2 de abril, The World's Greatest Tag Team fracasó en su intento de derrotar al equipo formado por Ric Flair y Carlito, pero los derrotaron en dos semanas después en otro combate el 16 de abril, cuando Haas distrajo a Carlito, situándolo en posición para que Benjamin le aplicara su T-Bone Suplex. Ganaron de nuevo cuando Carlito pasó a ser heel tras atacar a Flair, y abandonándolo permitiendo a The World's Greatest Tag Team que realizaran la cuenta para obtener la victoria. Haas y Benjamin entonces desafiaron a The Hardy Boyz por el Campeonato Mundial por Parejas en One Night Stand en un Ladder match, pero fueron derrotados.
The World's Greatest Tag Team se introdujo entonces en un feudo con Paul London & Brian Kendrick tras perder con ellos en su debut en RAW. Dos semanas después, London derrotó a Benjamin, y Haas también ganó combates frente a London en Heat. Durante la edición del 13 de julio de RAW, The World's Greatest Tag Team tuvo una victoria en un combate por parejas sobre London & Kendrick. Entonces pasaron nuevamente a ser conocidos una vez más como "The (Self-Proclaimed) World's Greatest Tag Team".
La noche antes de que Benjamin fuera movido a la ECW en Heat, The World's Greatest Tag Team lucharon por última vez contra Lance Cade y Trevor Murdoch por el Campeonato Mundial por Parejas, perdiendo la lucha. El equipo se disolvió cuando Benjamin fue trasladado a la ECW por el Draft Suplementario en junio de 2007.
Sin embargo, dos años después, debido al cambio de Charlie Haas a la marca SmackDown por el Draft Suplementario 2009, el equipo se volvió a formar durante unas semanas, teniendo Benjamin un feudo con John Morrison, a quien se enfrentó en Judgment Day, perdiendo Benjamin. El equipo se volvió a separar el 29 de junio, cuando Benjamin fue enviado de nuevo a la ECW.

### Ring of Honor (2010-2013)

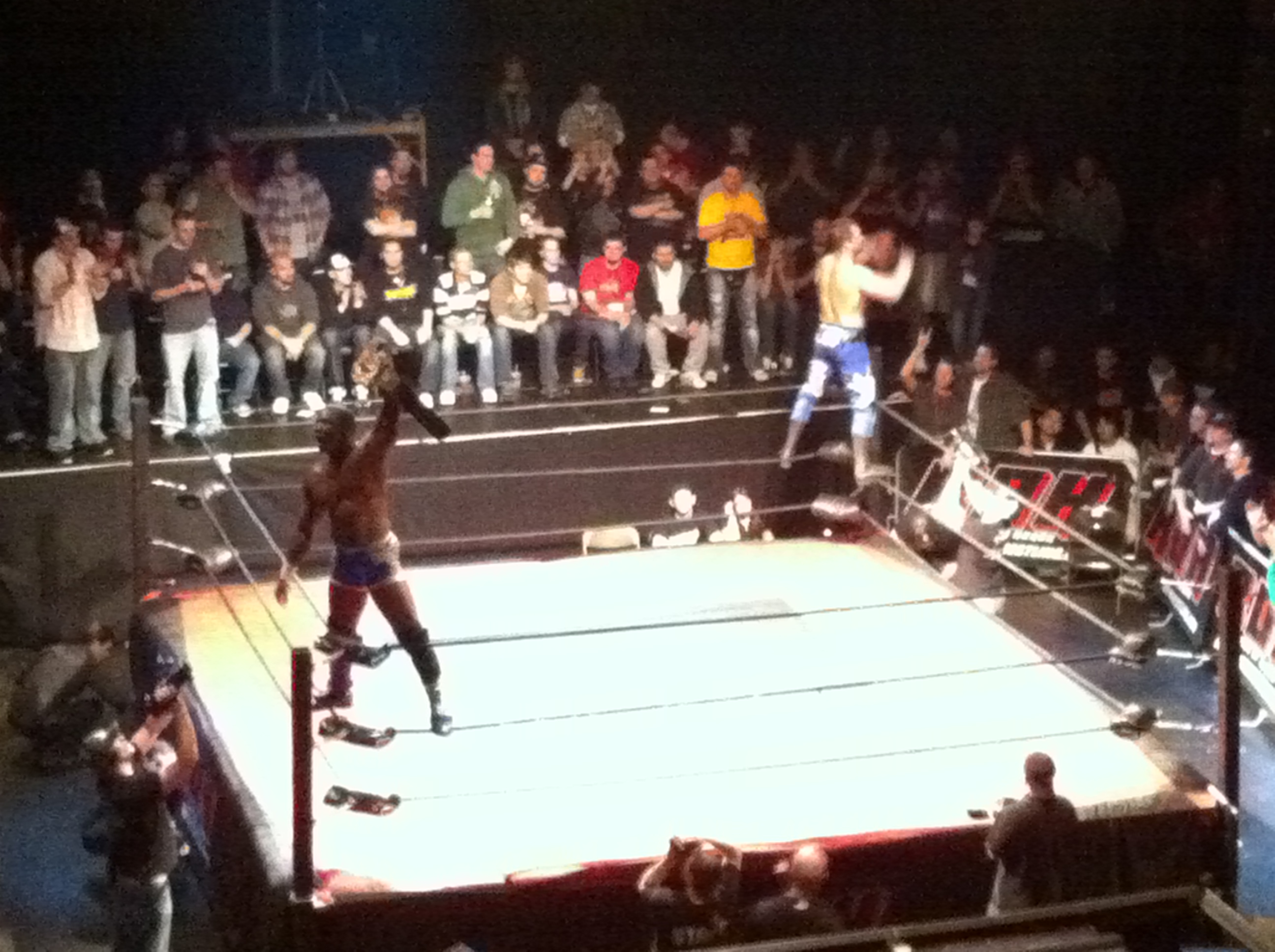
Charlie Haas & Shelton Benjamin como Campeones Mundiales en Parejas de ROH.

Benjamin & Haas volvieron a formar el equipo, conocido como Wrestling Greatest Tag Team en Ring of Honor (ROH). Ambos lucharon contra los Campeones Mundiales en Parejas de ROH The Kings of Wrestling (Claudio Castagnoli & Chris Hero) el 11 de septiembre en Glory By Honor IX, perdiendo Haas & Benjamin la lucha. En noviembre se volvieron a unir durante una gira con la American Wrestling Rampage (AWR), donde perdieron el 10 y el 13 de noviembre ante La Resistance (Rene Dupree & Sylvan Grenier), pero el 14 derrotaron a Scott Steiner & Booker T. Tras esto, firmaron un contrato con ROH, debutando en ROH on HDNet el 9 de diciembre, derrotando a The Barvado Brothers. Además, como parte de la alianza con la Ohio Valley Wrestling (OVW), el día anterior lucharon en la OVW, derrotando a The Elite. El 10 de diciembre, Haas & Bejamin derrotaron a the All-Night Xpress ( Kenny King & Rhett Titus) antes de participar en una lucha junto a the Briscoe Brothers contra the Kings of Wrestling & the All-Night Xpress, quedando empate. En el evento 9th Anniversary Show, Haas & Benjamin derrotaron a the Briscoe Brothers en el evento principal de la noche, ganando una oportunidad por los Campeonatos Mundiales en Parejas de Kings of Wrestling. El 1 de abril, en Honor Takes Center Stage Chapter 1, Haas & Benjamin derrotaron a the Kings of Wrestling, ganando los títulos. El 26 de junio en Best in the World 2011, Benjamin & Haas defendieron los títulos ante the Briscoe Brothers, the Kings of Wrestling y the All-Night Express. Sin embargo, después del combate, fueron asaltados por the Briscoe Brothers con sillas. Finalmente, en Final Battle, perdieron los títulos ante the Briscoe Brothers. El 12 de mayo de 2012 en Border Wars, recuperaron los títulos al derrotar a los campeones. Sin embargo, en Best in the World, los perdieron ante The All-Night Express (Kenny King & Rhett Titus).
Poco después de su derrota, ROH suspendió a Benjamin por mala actitud (Kayfabe) y King fue despedido, por lo que Haas hizo equipo con Titus para conseguir los títulos vacantes en un torneo. Benjamin hizo su regreso en Death Before Dishonor X acompañando al equipo, pero fueron derrotados en la final por Steve Corino & Jimmy Jacobs. Debido a esta derrota, reanudaron su feudo con Titus, quien se alió con B.J. Whitmer. Ambos equipos se enfrentaron en Glory By Honor XI y en un New York Street Fight en Final Battle, ganando ambos combates WGTT. Al día siguiente, el equipo volvió a disolverse, debido a que Benjamin pidió su salida a ROH y la empresa se la concedió. Volvieron a reunirse en una ocasión más el 2 de febrero de 2013 enfrentándose a los Briscoe por los títulos, donde si perdían, debían disolverse. Durante el combate, Haas le aplicó a Benjamin un "Olympic Slam", permitiendo que los Briscoe ganaran el combate y disolviéndose el equipo.

## En lucha
- Movimientos finales

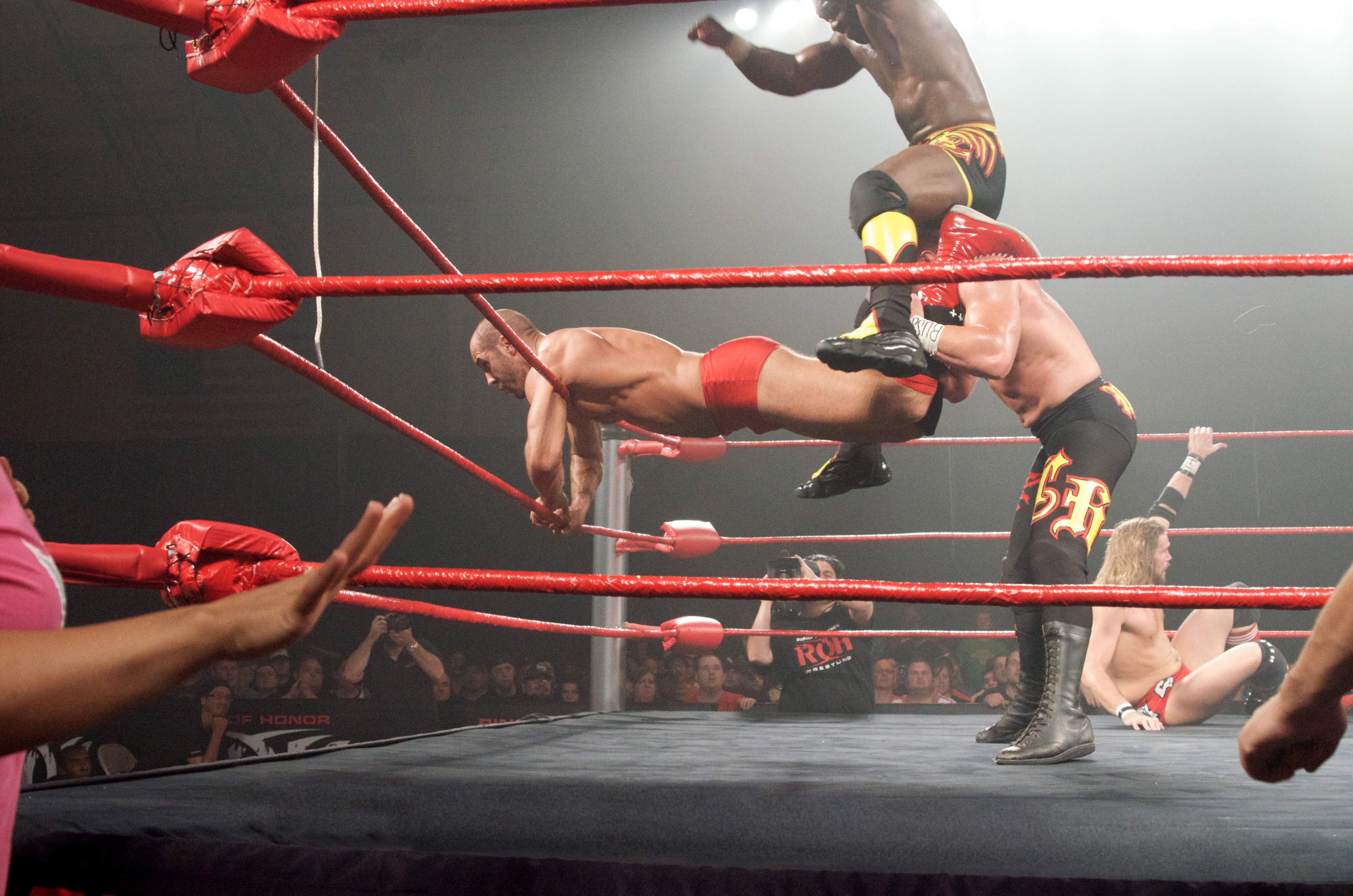
Haas y Benjamin realizando un Broken Arrow sobre Claudio Castagnoli.

  - Wrestling's Greatest Tag Team Finisher (Aided powerbomb)[13] (ROH)
  - Combinación de superkick de Benjamin y bridging German suplex de Haas[1]
  - Combinación de standing powerbomb de Haas y springboard clothesline de Benjamin

- Movimientos de firma
  - Star Spangled Banner[1] (Double arm drag backbreaker)[1]
  - Broken Arrow[1] (Leapfrog body guillotine)
  - Inverted atomic drop de Haas seguido de superkick de Benjamin[1]
  - Scoop slam de Benjamin sobre la rodilla de Haas[14]
  - Spinebuster de Haas sobre la rodilla de Benjamin[14]
  - Catching hip toss backbreaker
  - Aided gutbuster

- Managers
  - Kurt Angle
  - Paul Heyman

## Campeonatos y logros
- Ring of Honor

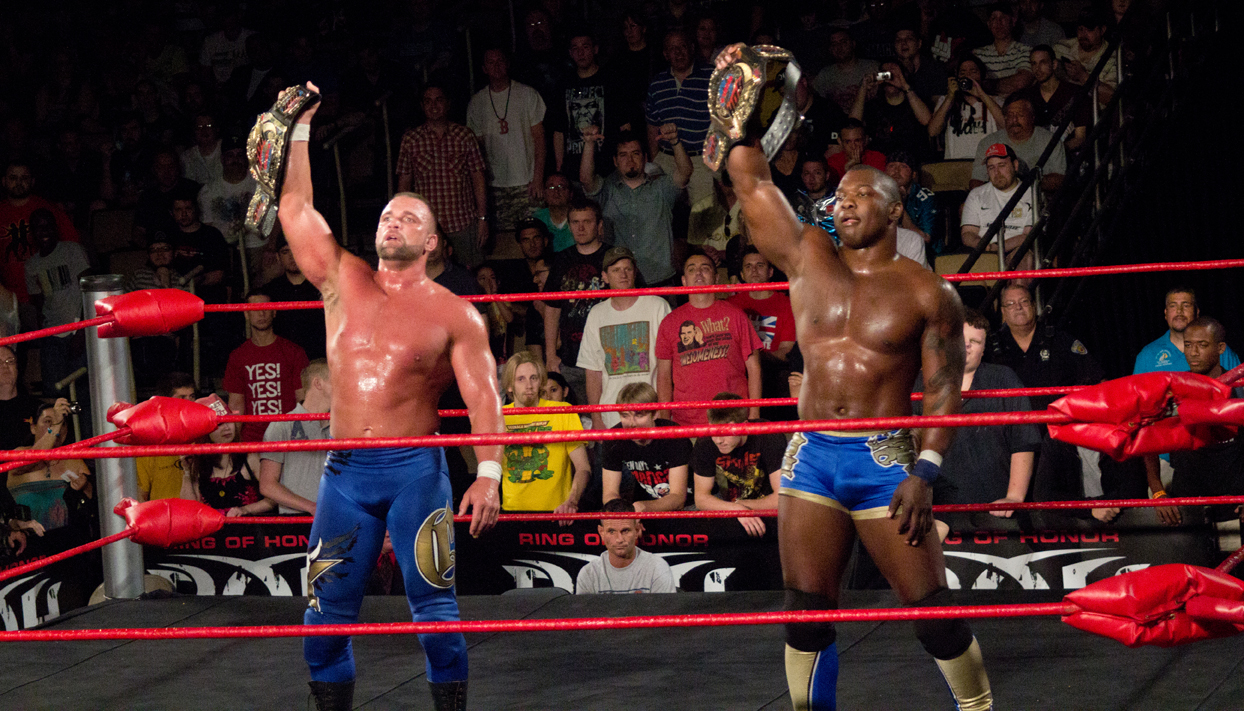
Charlie Haas & Shelton Benjamin sosteniendo los Campeonatos Mundiales en Parejas de ROH.

  - ROH World Tag Team Championship (2 veces)
- World Wrestling Entertainment
  - WWE Tag Team Championship (2 veces)[15][16]

- Pro Wrestling Illustrated
  - Equipo del año (2003)[17]